# ديميتري فيغاس ولايك مايك
ديميتري فيغاس ولايك مايك (Dimitri Vegas & like Mike)  ثنائي دي جي وإنتاج موسيقي من بلجيكيا تتكون من كل من الأخوين «ديميتري ثيفايوس» (Dimitri thivaios) و «مايكل ثيفايوس» (Michael thivaios)  .صنف الثنائي حسب مجلة تصنيف دي جي (بالإنجليزية: DJ Magazine)‏ سنتي 2015 و2019 في الترتيب الأول علي مستوي العالم، بينما كانا في الترتيب الثاني أعوام 2016 - 2017 - 2018 - 2020 .